# Alejandro Monteverde
José Alejandro Gómez Monteverde (Tampico, 13 luglio 1977) è un regista, attore e sceneggiatore messicano.

## Biografia
L'8 aprile 2006 ha sposato in Messico l'attrice statunitense Ali Landry, con la quale ha tre figli: Estela Ines (2007), Marcelo Alejandro (2011) e Valentin Francesco (2013).

## Filmografia

### Regista
- Bocho (2001)
- Waiting for Trains (2002)
- Bella (2006)
- Little Boy (2015)
- Sound of Freedom - Il canto della libertà (Sound of Freedom) (2023)
- Francesca Cabrini (Cabrini) (2024)

### Sceneggiatore
- Bella (2006)
- Crescendo I (2011)
- Little Boy (2015)
- Sound of Freedom - Il canto della libertà (Sound of Freedom) (2023)

### Produttore
- Bocho (2001)
- Waiting for Trains (2002)
- Bella (2006)
- Historia de un letrero (2007)
- El descubrimiento (2009)
- Crescendo I (2011)
- Little Boy (2015)

### Montatore
- Bocho (2001)
- Waiting for Trains (2002)
- Historia de un letrero (2007)
- El descubrimiento (2009)

### Attore
- Waiting for Trains (2002)